# تظاهر (مجموعه تلویزیونی بریتانیایی)
تظاهر (به انگلیسی: faking it) تولید شده در شبکه mtv است. این سریال دربارهٔ دو دوست بسیار صمیمی است که در دبیرستانی تحصیل می‌کنند که در آن افراد متفاوت محبوب هستند، هنگامی که به اشتباه به این دو دوست تهمت همجنسگرایی زده می‌شود، و باعث محبوبیت این دو می‌شود، پس آنها به تظاهر ادامه می‌دهند، اما کم‌کم احساساتی بین این دو دوست به وجود می‌آید.